# Integralmessung
Bei der Integralmessung handelt es sich um die verbreitetste Form der Belichtungsmessung (Ganzfeldbelichtungsmessung), bei der das gesamte fotografische Bildfeld zur Belichtungsmessung genutzt wird. 
Die Integralmessung wird sowohl bei Spiegelreflexkameras, bei Sucherkameras mit integriertem Belichtungsmesser als auch bei Handbelichtungsmessern verwendet. Ebenso arbeiten Blitzgeräte mit eigenem Sensor mit Integralmessung.

## Eigenschaften
Die Lichtintensität wird auf der gesamten Fläche unter einer Annahme eines standardisierten Grautons, der exakt 18 Prozent des darauf fallenden Lichts reflektieren würde, gemessen. In der Praxis führt dieses Verfahren in seiner Reinform insbesondere bei hohen Motivkontrasten häufig zu Fehlbelichtungen, da beispielsweise bei Landschaftsaufnahmen der helle Himmel überbewertet oder bei Porträts mit sehr hellem oder sehr dunklem Umfeld das eigentliche Motiv falsch bewertet wird.
Da sich die bildwichtigen Motive oft in der Bildmitte befinden, hat sich schon sehr früh die mittenbetonte Integralmessung durchgesetzt, bei der ein mehr oder weniger großer Bereich des Bildausschnitts in der Mitte stärker bewertet wird als die Bildflächen zwischen der Mitte und den Rändern. Dadurch erhält man unter den meisten Umständen eine auf das Objekt bezogene korrekte Belichtungsmessung.

## Varianten
Hersteller von Spiegelreflexkameras haben verschiedene Verfeinerungen der mittenbetonten Integralmessung entwickelt. So wird beispielsweise die unterschiedliche Bewertung bei der Olympus OM-2 durch ein auf den ersten Verschlussvorhang aufgedrucktes Muster realisiert. Bei diesem System erfasst eine im Spiegelkasten angeordnete Messzelle nach dem Schließen der Objektivblende das vom Verschlussvorhang reflektierte Licht und steuert damit die Belichtungszeit. Minolta verwendet in der SRT- und der XE-Serie die CLC-Messung, bei der zwei Messzellen so angeordnet sind, dass sich die Messbereiche in der Mitte überlappen. Viele Kameras verwenden keine kreisförmige, sondern eine eher trapezförmige Messfläche, bei der die im Querformat untere Bildhälfte stärker als die obere berücksichtigt wird.
Diese Maßnahmen verbessern die Zuverlässigkeit bei durchschnittlichen Motiven, und man erhält bei einem großen Teil der Aufnahmen ordentliche Ergebnisse. Bei ungewöhnlichen Beleuchtungsverhältnissen ist für den Fotografen jedoch einige Erfahrung mit den Eigenheiten des jeweiligen Kameramodells erforderlich, um korrigierend eingreifen zu können.
Wesentlicher Nachteil der Integralmessung gegenüber der Spotmessung ist, dass das Zonenmessverfahren nach Fred Archer nicht  so ohne weiteres durchführbar ist, auch die Ermittlung des Kontrastumfangs eines Motivs ist nur sehr unzulänglich möglich.

## Sonstiges
Das Gegenstück zur Integralmessung ist die Selektivmessung bzw. Spotmessung mit konzentrierter Messung auf einen sehr kleinen definierten Bereich, ohne Berücksichtigung des Bildumfeldes. Moderne, mikroprozessorgesteuerte Kameras bieten darüber hinaus das Matrix-Messverfahren. Einige Kameramodelle erlauben auch eine Umschaltung zwischen verschiedenen Messmethoden. Bei Digitalkameras, außer sehr einfachen Modellen, ist die Auswahlmöglichkeit zwischen den verschiedenen Messverfahren heute Standard.